# Okända djur
Okända djur är en sång från 1956 med text av Beppe Wolgers och musik av Olle Adolphson, och utgiven med honom på skiva samma år med Helge Jacobsens trio.
Sången finns även inspelad med Alice Babs (1957).